# Acroctena arguta
Acroctena arguta är en fjärilsart som beskrevs av Sergius G. Kiriakoff 1969. Acroctena arguta ingår i släktet Acroctena och familjen tandspinnare. Inga underarter finns listade i Catalogue of Life.